# Jeffrey Donovan
Jeffrey Thomas Donovan (Amesbury, 11 mei 1968) is een Amerikaans acteur. Hij is vooral bekend door zijn rol Michael Westen in de televisieserie Burn Notice, en door zijn terugkerende rol William Ivers in televisieserie Medical Examiners. Hij heeft ook meegespeeld in Changeling
- Bibliothèque nationale de France: cb14172660b (data)
- Catàleg d'autoritats de noms i títols de Catalunya: 981058510775806706
- Gemeinsame Normdatei: 1014477611
- International Standard Name Identifier: 0000 0000 3854 6907
- Library of Congress Control Number: n2003072727
- Nationale Bibliotheek van Tsjechië: xx0213264
- Nationale Bibliotheek van Israël: 987007352634605171
- Nationale Bibliotheek van Polen: a0000002074928
- Nederlandse Thesaurus van Auteursnamen: 323348521
- SNAC: w6hx4njb
- Système universitaire de documentation: 177884460
- Virtual International Authority File: 46139846
- WorldCat: E39PBJd87R3cJh4xJ6yFCBWbh3